# Акаш (зенитный ракетный комплекс)
«Акаш» (хинди आकाश — небо, англ. Akash) — зенитный ракетный комплекс малой дальности, разрабатываемый в Индии, предназначенный для обеспечения противовоздушной обороны объектов и группировок войск.

## Разработка и испытания
Разрабатывается Организацией оборонных исследований и разработок министерства обороны Индии (Defence Research and Development Organisation (DRDO)) с 1984 г. За это время на разработку затрачено 125 млн долл. США.
Высказывалось мнение, что «Акаш» представляет собой «неоптимальную модернизацию» советского ЗРК «Куб» («Квадрат»).
В декабре 2007 г. состоялись успешные испытания на полигоне Чандипур, в ходе которых были перехвачены девять воздушных целей.

## Состав комплекса
В состав комплекса входят: пункт управления огнём, многофункциональная радиолокационная станция (РЛС) Rajendra, мобильные пусковые установки (по три зенитных управляемых ракет (ЗУР) на каждой), машины связи и обеспечения.
Организационно группа (дивизион) комплекса состоит из командного пункта группы и четырёх огневых батарей. Батарея состоит из командного пункта батареи и четырёх пусковых установок.
Элементы ЗРК Akash могут устанавливаться как на гусеничном, так и на колёсном шасси.

## Тактико-технические характеристики
Зенитная управляемая ракета — твердотопливная, двухступенчатая, длиной 5,8 м, стартовая масса около 700 кг. Максимальная скорость полёта ракеты — 1000 м/с. Масса боевой части — до 60 кг. Время разгона до скорости 500 м/с — 4,5 с, после чего включается ПВРД, увеличивая скорость в 2 раза, время работы ПВРД 30 с.
Комплекс способен поражать цели на низких и средних высотах на дальности от 3,5 до 25 км.
РЛС комплекса с фазированной антенной решёткой позволяет одновременно сопровождать до 64 целей и осуществлять наведение до 12 ракет.

## Применение
В 2008 г. подписан контракт на поставку двух дивизионов ЗРК «Акаш» для ВВС Индии.
В марте 2009 г. объявлено о заключении контракта с индийской компанией «Тата Пауэр» (Tata Power) на поставку еще одного дивизиона (16 пусковых установок) до конца 2011 г. Сумма контракта 36,4 млн долларов.
В 2022 г. Было объявлено, что Армения намерена приобрести у Индии ЗРК «Акаш»